# Maison Tammero
La Maison Tammero (finnois : Tammeron talo) est un bâtiment de style classicisme nordique construit dans le quartier de  Tammerkoski à Tampere en Finlande.

## Présentation
En 1907, on construit un bâtiment de style Jugend conçu par August Krook pour y installer le magasin de tissus Oy Keskusmyymäläin kangashallit.
En 1909, on lui ajoute un second niveau. 
En 1926, on lui ajoute quatre autres étages selon les plans de Bertel Strömmer et de  Vilho Kolho.
Après ces travaux, le bâtiment a un style proche du classicisme nordique qui tranche par rapport au style Jugend des édifices voisins. 